# Picota Alta (Cellers)
La Picota Alta és una prominència de 717,4 metres d'altitud situat en el terme municipal de Castell de Mur, dins de l'antic municipi de Guàrdia de Tremp, al Pallars Jussà. És a l'àmbit del poble de Cellers.
Està situada a la part baixa, septentrional, del Bosc de Guàrdia, al nord-oest de la Serra de les Raconades i a la dreta del barranc de la Mata Negra. Tot plegat pertany als vessant del nord del Montsec d'Ares.